# Georg Friedrich Unger
Georg Friedrich Unger (* 14. Juni 1826 in Bayreuth; † 11. Oktober 1906 in Würzburg) war ein deutscher Althistoriker.

## Leben
Georg Friedrich Unger besuchte das Gymnasium zu Bayreuth und studierte von 1844 bis 1849 Klassische Philologie an den Universitäten Erlangen (bei Ludwig von Döderlein und Karl Friedrich Nägelsbach) und Göttingen (bei Karl Friedrich Hermann, Ernst von Leutsch und Friedrich Wilhelm Schneidewin). Das Staatsexamen bestand Unger in Erlangen mit hervorragendem Ergebnis.
Seine Laufbahn im bayerischen Schuldienst trat Unger 1851 als Kandidat in Kulmbach an. Im folgenden Jahr wechselte er in seine Heimatstadt Bayreuth, wo er 1852 zum Gymnasialassistenten ernannt wurde. 1853 ging er als Studienlehrer an die Lateinschule in Wunsiedel, wo er eineinhalb Jahre unterrichtete. 1855 wechselte er an das Gymnasium in Hof und blieb dort mehr als zwanzig Jahre. 1868 wurde er zum Gymnasialprofessor und 1875 zum Rektor ernannt.
In Hof konnte Unger neben dem Schuldienst seine wissenschaftliche Arbeit vertiefen. Er verfasste zunächst Studien zur Frühgeschichte der Griechen, fand aber bald seinen Forschungsschwerpunkt in der griechischen und römischen Chronologie. Seine Arbeiten erschienen in der Zeitschrift Philologus, als Beilage zum Schulprogramm des Gymnasiums Hof und ab 1873 auch in den Sitzungsberichten der Königlich Bayerischen Akademie der Wissenschaften, die Unger 1873 zum korrespondierenden Mitglied wählte.
Aufgrund seiner wissenschaftlichen Leistungen wurde Unger 1877 zum ordentlichen Professor der Alten Geschichte an die Universität Würzburg berufen. In Würzburg wirkte Unger bis an sein Lebensende in Lehre und Forschung. Er gehörte außerdem der Prüfungskommission für die höheren Schulen an, die er turnusmäßig leitete. In den letzten Jahren seines Lebens zwang ihn eine Halserkrankung, seine Prüfungs- und Vorlesungstätigkeit einzustellen.
Ungers Arbeiten vertieften die Kenntnis der griechischen und römischen Chronologie in vielen Bereichen. Seine Ergebnisse wurden im Einzelnen mehrmals angefochten, aber der Impuls seiner Arbeiten wurde in der Fachwelt anerkannt. Seine umfassende Beherrschung des Gebietes stellte Unger durch seinen Beitrag zum Handbuch der Altertumswissenschaft (1F: Chronologie, ²1892) unter Beweis.

## Schriften (Auswahl)
- M. Tullii Ciceronis De officiis ad Marcum filium libri tres. Leipzig 1852.
- Chronologie des Manetho. Berlin 1867.
- Diodors Quellen in der Diadochengeschichte. In: Sitzungsberichte der Bayerischen Akademie der Wissenschaften, Philosophisch-Philologische und Historische Klasse 1878, S. 368–441.
- Die troische Aera des Suidas. In: Abhandlungen der Bayerischen Akademie der Wissenschaften, Philosophisch-Historische Klasse 1886, S. 503–605.
- Der Gang des altrömischen Kalenders. In: Sitzungsberichte der Bayerischen Akademie der Wissenschaften, Philosophisch-Philologische und Historische Klasse 1888, S. 281–398.
- Zeitrechnung der Griechen und Römer. In: Iwan von Müller (Hrsg.): Handbuch der Altertumswissenschaft. 1 F: Chronologie. München 1886. 2. sehr vermehrte Auflage, teilweise völlig neubearbeitete Auflage, München 1892, S. 711–831.